# Света Троица (Свищов)
Вижте пояснителната страница за други значения на Света Троица.
„Света Троица“ е възрожденска православна църква в град Свищов, Северна България.
Сградата е осветена на 19 септември 1867 година. Построена е от Колю Фичето и е смятана за един от образците на църковната архитектура от късното Българско възраждане. Висока е 54 метра.
Намира се в най-високата част на тогавашния град. Тя е трикорабна с централен купол, 3 второстепенни купола и удължено тяло с дължина 30 m. Иконостасът е изработен от дебърския майстор Антон Станишев през 1870-1872 година и има размери 16 x 10 m. 73 от иконите са изписани от Николай Павлович. Камбанарията на църквата е добавена през 1886 година и е изпълнена от Генчо Новаков. Интересни са и двете портални колони, които се въртят около оста си.
Над 120 празнични икони са дело на Нестор Траянов.
Църквата е силно засегната от Вранчанското земетресение през 1977 година. Започналата през 1980-те години реконструкция се забавя, поради липса на финансиране, и е завършена едва през 2004 година.